# Glòria Calafell Martínez
Glòria Calafell Martínez (21 d'abril de 1947, Barcelona) és una poeta i filologa catalana.

## Biografia
Va néixer a Barcelona al Barri de Sants, el 21 d'abril de 1947 i des de 1967 viu a Sant Andreu de Palomar.. Es llicencià en filologia catalana per la Universitat de Barcelona i va exercir de professora de secundària durant 27 anys. Paral·lelament, donava classes a l'Institut de Ciències de l'Educació per a tots aquells que volien obtenir el certificat d'aptitud pedagògica i també de reciclatge de català. Des de l'any 2008 està jubilada.
Té sis poemaris publicats, La semàntica del temps (2008) i No.m fall recort del temps (2010) Premi de Poesia Ciutat de Vila-real  Basaments Catalogats (2012) finalista del Premi Joan Llacuna 2011. Terra Humida (2014) Premi Marià Manent 2013,  Jardi (i més espais) (2019) Premi Ritmes del Certament Paraules a Icària 2019 i Esferes disperses Premi Josep Fàbregas i Capell – Vila de Sallent, 2017
Entre els guardons per la seva obra destaquen, entre d'altres, el premi Jalpí i Julià, amb el recull Pronòstics del temps, el premi Martí i Pol, en la seva XVIII edició (accèssit per Sintaxi de l'asfalt) i també la XX (primer premi amb Digues, foll, quina cosa és l'oblit), i el premi Sant Antoni, amb el recull Morfologia del vent.
D'altra banda, forma part del grup de relataires que col·labora en el web Relats en català. Així mateix, regularment publica poemes en la revista trimestral Espais, i també anàlisis literàries.